# عبد الصمد بن علي الهاشمي
عبد الصمد بن علي الهاشمي كانت شخصية عباسية من القرن الثامن. كان واليًا على الجزيرة الفراتية في عهد الخلافة العباسية.
عبد الصمد هو ابن علي بن عبدالله بن العباس. كان عمًا لأبي الخليفتين العباسيين الأولين السفاح (حكم 750-754) والمنصور (حكم 754-775)، مما جعله أحد "الأعمام" الذين تمتعوا بدرجة عالية من النفوذ خلال السنوات الأولى التي أعقبت الثورة العباسية.
وقد عينه ابن أخيه المنصور حاكمًا على المدينة المنورة ومكة في عام 772. أُزيل من منصبه في عام 776.
في عام 775م، عيّن الخليفة العباسي المهدي الفضل بن صالح واليًا على منطقة الجزيرة شمال دمشق. وانتقل إلى الجزيرة في نفس العام. عاد الفضل إلى دمشق بعد رحلته إلى القدس في عام 780 حيث رافق المهدي كجزء من حاشيته. وكان ذلك في الوقت الذي تم فيه عزله من منصبه كحاكم للجزيرة واستبداله بعبد الصمد بن علي.